# Danny Espinosa
Pour les articles homonymes, voir Espinosa.
Daniel Richard Espinosa (né le 25 avril 1987 à Santa Ana, Californie, États-Unis) est un joueur de champ intérieur des Rays de Tampa Bay  de la Ligue majeure de baseball.

## Carrière

### Nationals de Washington

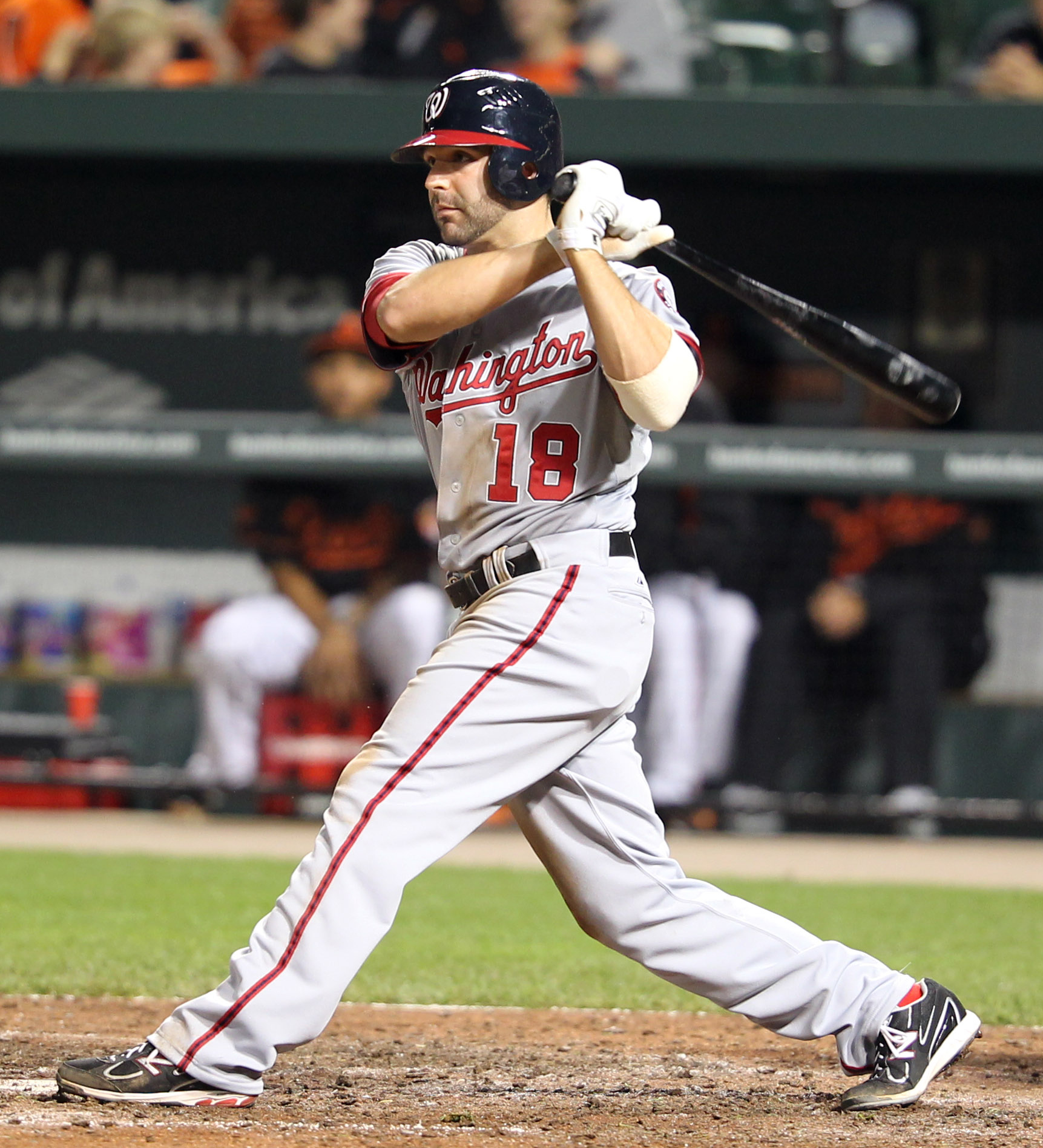
Danny Espinosa en 2011 avec les Nationals de Washington.

Danny Espinosa est repêché en 3e ronde par les Nationals de Washington en 2008. Espinosa est un frappeur ambidextre.
Il fait ses débuts dans les majeures avec Washington le 1er septembre 2010 contre les Marlins de la Floride. Espinosa, dont la position habituelle dans les mineures était l'arrêt-court, est inséré dans l'alignement en tant que joueur de deuxième but. Dans cette rencontre, il réussit son premier coup sûr dans les grandes ligues aux dépens de Burke Badenhop. Ce double lui permet de porter un premier point produit à sa fiche. À sa deuxième partie pour les Nationals, le 3 septembre, il claque son premier coup de circuit, obtenu aux dépens de  Zach Duke des Pirates de Pittsburgh.
Généralement joueur de deuxième but des Nationals, Espinosa joue à l'arrêt-court en 2016 après l'acquisition du deuxième but Daniel Murphy.

### Angels de Los Angeles
Les Nationals échangent Espinosa aux Angels de Los Angeles le 10 décembre 2016 contre deux lanceurs droitiers des ligues mineures, Austin Adams et Kyle McGowin. 
Espinosa ne frappe que pour ,162 de moyenne au bâton en 77 matchs des Angels. Le 20 juillet 2017, les Angels libèrent Espinosa de son contrat.

### Mariners de Seattle
Après avoir été libéré par les Angels, il rejoint les Mariners de Seattle le 24 juillet 2017 mais est libéré le 20 août suivant après seulement 8 matchs.

### Rays de Tampa Bay
Espinosa rejoint les Rays de Tampa Bay le 25 août 2017.

## Statistiques
| Saison | Équipe     | G  | AB  | R  | H  | 2B | 3B | HR | RBI | SB | BA   |
| ------ | ---------- | -- | --- | -- | -- | -- | -- | -- | --- | -- | ---- |
| 2010   | Washington | 28 | 103 | 16 | 22 | 4  | 1  | 6  | 15  | 0  | .214 |
| Totaux | Totaux     | 28 | 103 | 16 | 22 | 4  | 1  | 6  | 15  | 0  | .214 |

Note : G = Matches joués ; AB = Passages au bâton; R = Points ; H = Coups sûrs ; 2B = Doubles ; 3B = Triples ; 
HR = Coup de circuit ; RBI = Points produits ; SB = Buts volés ; BA = Moyenne au bâton.